# Meta trivittata
Meta trivittata är en spindelart som beskrevs av Eugen von Keyserling 1887. Meta trivittata ingår i släktet Meta och familjen käkspindlar. Inga underarter finns listade i Catalogue of Life.